# ARBED大樓

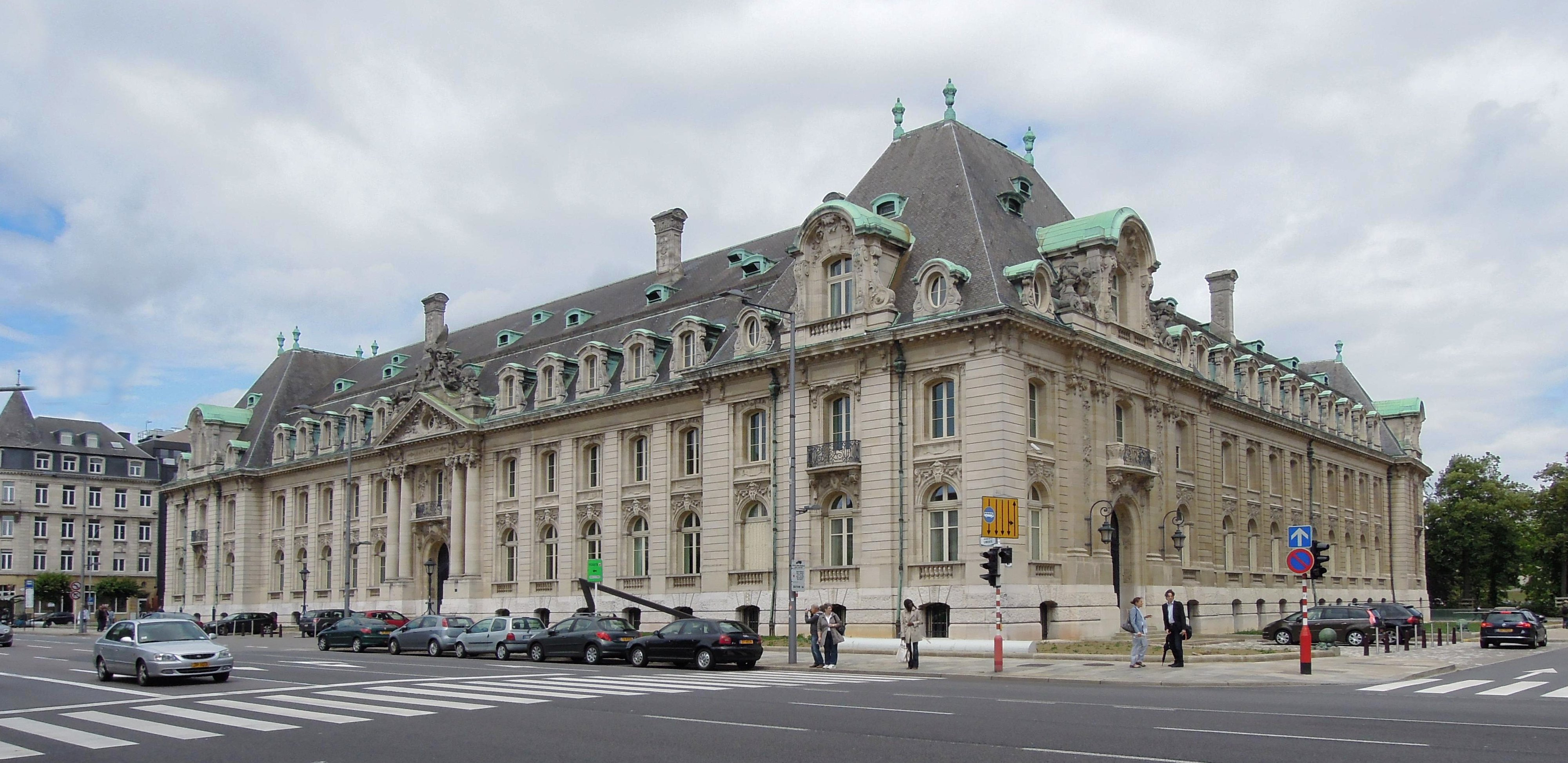

ARBED大樓（ARBED building）是ARBED鋼鐵公司之前的總部大樓，竣工於1922年，位於盧森堡市的玫瑰花園對面。ARBED大樓的設計者是法國建築家Frenchman René Théry。